# Deuxième vague d'immigration en France
Pour un article plus général, voir Histoire de l'immigration en France.

Réfugiés espagnols en 1939 fuyant la guerre d'Espagne

La deuxième vague d’immigration correspond à la vague d’immigrants arrivés en France durant l’entre-deux-guerres. À ce moment-là, la France est le premier pays d’immigration au monde. Durant la Première Guerre mondiale, un Français sur dix en âge de travailler est mort au combat. La France a donc besoin de main d’œuvre pour reconstruire le pays et ouvre ses portes aux immigrants étrangers venus de pays limitrophes comme de pays plus éloignés en Europe ou même venus des colonies. Cette vague suit la première vague d'immigration causée par la révolution industrielle.

## Description
Les Italiens, qui avaient déjà participé à la première vague d’immigration continuent de choisir la France comme pays d’accueil. Ils travaillent surtout dans le bâtiment et participent à la déconstruction des fortifications et à la construction de nouvelles lignes du métro de Paris. Les réfugiés politiques choisissent aussi la France comme terre d’accueil. Les Italiens persécutés par Mussolini par exemple, ou encore les victimes du nazisme en Allemagne, les Espagnols républicains, mais aussi des réfugiés de pays non-limitrophes comme des Russes victimes du bolchévisme ou des Arméniens rescapés du génocide. Des Roumains et un grand nombre de  Polonais sont aussi du voyage. Vers la fin de cette deuxième vague, les italiens sont la première communauté étrangère du pays suivis par les Polonais. En dix ans, 500 000 Polonais s’installent en France.
La deuxième vague d’immigration correspond aussi au premier épisode de l’immigration coloniale. Les tirailleurs de la première guerre mondiale ou ouvriers des usines d’armes viennent d’Afrique du Nord, du Sénégal ou du Tonkin.
L’immigration choisie est instaurée dans les années 1920 et correspond à la différenciation entre les immigrés aptes à travailler dans l’industrie ou l’agriculture et les non-aptes issus des races dites « antagonistes », soit les Allemands et les races « inférieures » comme les indigènes venant des colonies. En mai 1924, la Société générale d'immigration est créée pour recruter les travailleurs directement dans leur pays d’origine. Elle fera venir un tiers des immigrants entre 1924 et 1930. Les immigrés sont en bas de l’échelle sociale et s’installent pour la plupart dans les quartiers ouvriers du nord de Paris. La xénophobie et l’antisémitisme commencent à se développer mais les immigrés s'intégrent dans les mouvements syndicaux et la classe ouvrière et fêtent unis l’arrivée au pouvoir du front de gauche.
En 1926, 9 % de la population parisienne est composée d’immigrés. Trois millions d’étrangers sont installés en France en 1930 contre seulement 1,1 million en 1910. La moyenne d’entrée annuelle d’immigrants est de 300 000. On observe en dix ans un doublement de la population étrangère dans le pays qui atteint 6,6 % en 1931.
À partir des années 1930, à cause de la Grande Dépression et des mesures de protection de la main d’œuvre, l’immigration diminue doucement jusqu’à la Seconde Guerre mondiale.

## Raisons de la vague
La première raison est la volonté de l’État français de reconstruire le pays, et ce de la manière la plus rapide possible. La main d’œuvre étant manquante, la décision d'ouvrir les frontières est vite prise. Une autre raison importante est la fermeture des frontières américaines entre 1921 et 1924 et le durcissement des conditions d’immigration aux États-Unis. Les industriels et les groupements professionnels ont aussi joué un grand rôle en demandant au gouvernement d’ouvrir les frontières.

## Principales nationalités des immigrants
| Pays d'origine               | Nombre  |
| ---------------------------- | ------- |
| Italiens                     | 808 000 |
| Polonais                     | 508 000 |
| Espagnols                    | 351 900 |
| Belges                       | 253 000 |
| Europe méditerranéenne       | 100 000 |
| Suisses                      | 98 500  |
| Russes                       | 71 900  |
| Britanniques                 | 47 400  |
| Tchèques                     | 47 400  |
| Europe centrale et orientale | 44 300  |
| Turcs                        | 36 100  |
| Allemands                    | 30 700  |
| Autres                       | 175 500 |

La France compte également 85 568 Algériens en 1931. Ces derniers étant issus de départements français et « sujets » français, ils ne sont pas recensés comme étrangers.